# Paralleltwin

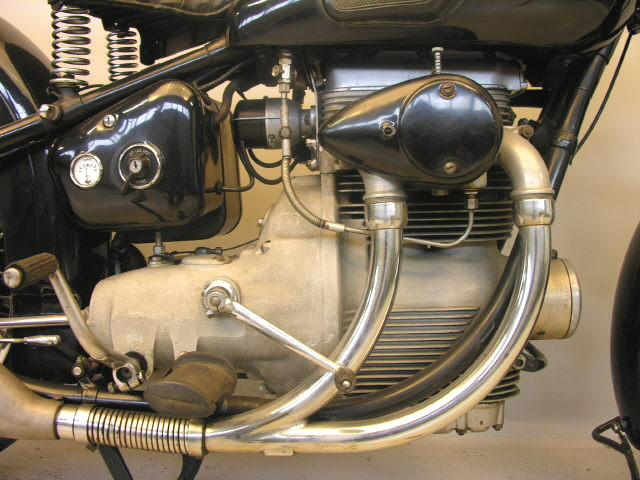
De Sunbeam S8 paralleltwin uit 1951 is een langsgeplaatste motor

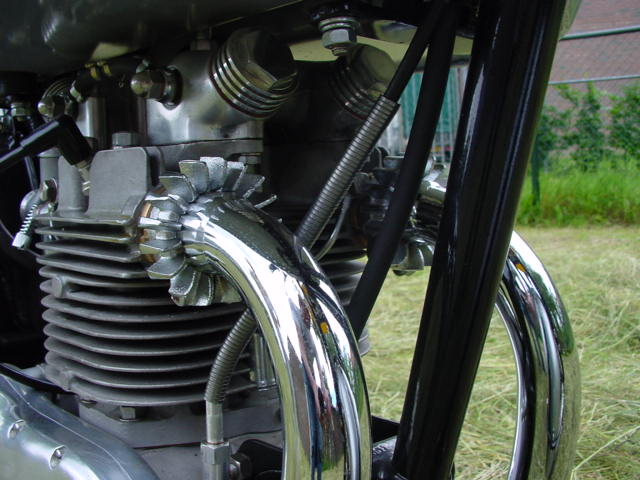
Een Triumph paralleltwin uit 1951, dit is een dwarsgeplaatste motor

Een paralleltwin is een tweecilinder motor waarbij de cilinders naast elkaar staan of liggen en beide zuigers gelijktijdig op en neer gaan.
De paralleltwin brak pas door toen Edward Turner in 1937 zijn Triumph Speed Twin bouwde. Tot die tijd werden tweecilinders meestal als V-twin uitgevoerd.
In 1903 bouwde de firma Buchet een interessante paralleltwin: een 4245cc-model voor een racedriewieler.
Bij de meeste paralleltwins gaan de zuigers gelijktijdig op en neer. Hierdoor bereikt men dat beide viertaktprocessen zich om de 360° afspelen. Dat wil zeggen: steeds na een volledige krukas-omwenteling vindt er een arbeidsslag plaats. Dit geeft de meest regelmatige motorloop. Desondanks zijn er enkele voorbeelden van ongelijk lopende (of 180°-)twins, zoals de Yamaha TX 750 uit het begin van de jaren zeventig, de Kawasaki EX 500 van eind jaren tachtig en – recenter – de Kawasaki ER-6.
Indien een paralleltwin staande cilinders heeft, zoals meestal het geval is, spreekt men van een staande twin.